# Prager Pfingstaufstand

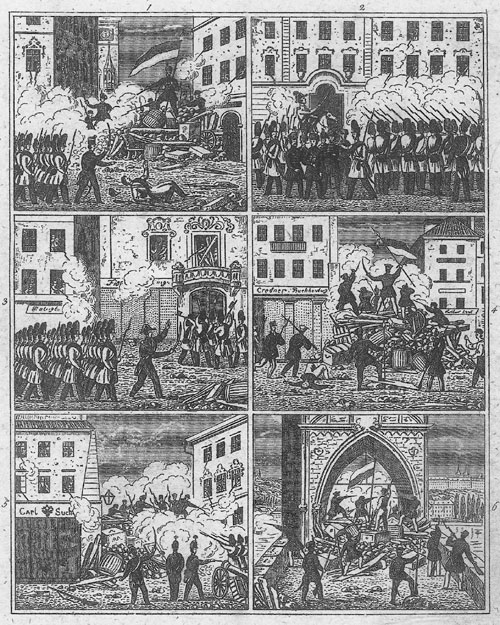
Zeitgenössische Bilderreihe mit Szenen des Prager Pfingstaufstandes

Der Prager Pfingstaufstand tschechisch Pražské červnové povstání (deutsch: Prager Juni-Aufstand), vom 12. bis zum 17. Juni 1848 war ein Höhepunkt der Revolution von 1848 im damals österreichischen Kronland Böhmen. Es handelte sich dabei um einen Aufstand tschechischer Nationalisten gegen das Kaisertum Österreich.
Der Pfingstaufstand war Bestandteil der Unruhen, die im Zuge der Revolutionen von 1848 ab Februar des Jahres von Frankreich ausgehend (vgl. Februarrevolution 1848) in weiten Teilen Mitteleuropas um sich gegriffen und im März die Staaten des Deutschen Bundes erreicht hatten. Böhmen mit seiner Hauptstadt Prag war zu der Zeit eine Provinz unter österreichischer Zentralgewalt und – wenn auch lediglich mit etwa einem Drittel der Bevölkerung deutschsprachig – ebenfalls Teil des Deutschen Bundes.
Der vorausgehende Slawenkongress, der unter dem Vorsitz von František Palacký vom 2. bis 12. Juni in Prag stattgefunden hatte, und an dem Vertreter verschiedener slawischer Bevölkerungsgruppen des Vielvölkerstaates nebst Gästen außerösterreichischer Volksgruppen teilnahmen, darunter Polen aus der preußischen Provinz Posen und als einziger Russe der Anarchist Michail Bakunin, hatte als Ergebnis lediglich eine föderative Umwandlung Österreichs in einen Bund gleichberechtigter Völker gefordert. Die Aufständischen gingen mit ihren Forderungen weiter und verlangten die Unabhängigkeit der slawischen Kronländer von der österreichischen Monarchie – ähnlich wie dies zuvor bereits von ungarischen Revolutionären für ihre eigenen nationalen Interessen artikuliert worden war.
Der Aufstand wurde bereits nach wenigen Tagen von österreichischen Truppen unter dem Befehl von Alfred Fürst von Windisch-Graetz mit militärischer Gewalt niedergeschlagen.

## Entwicklung im historischen Kontext

### Vorgeschichte

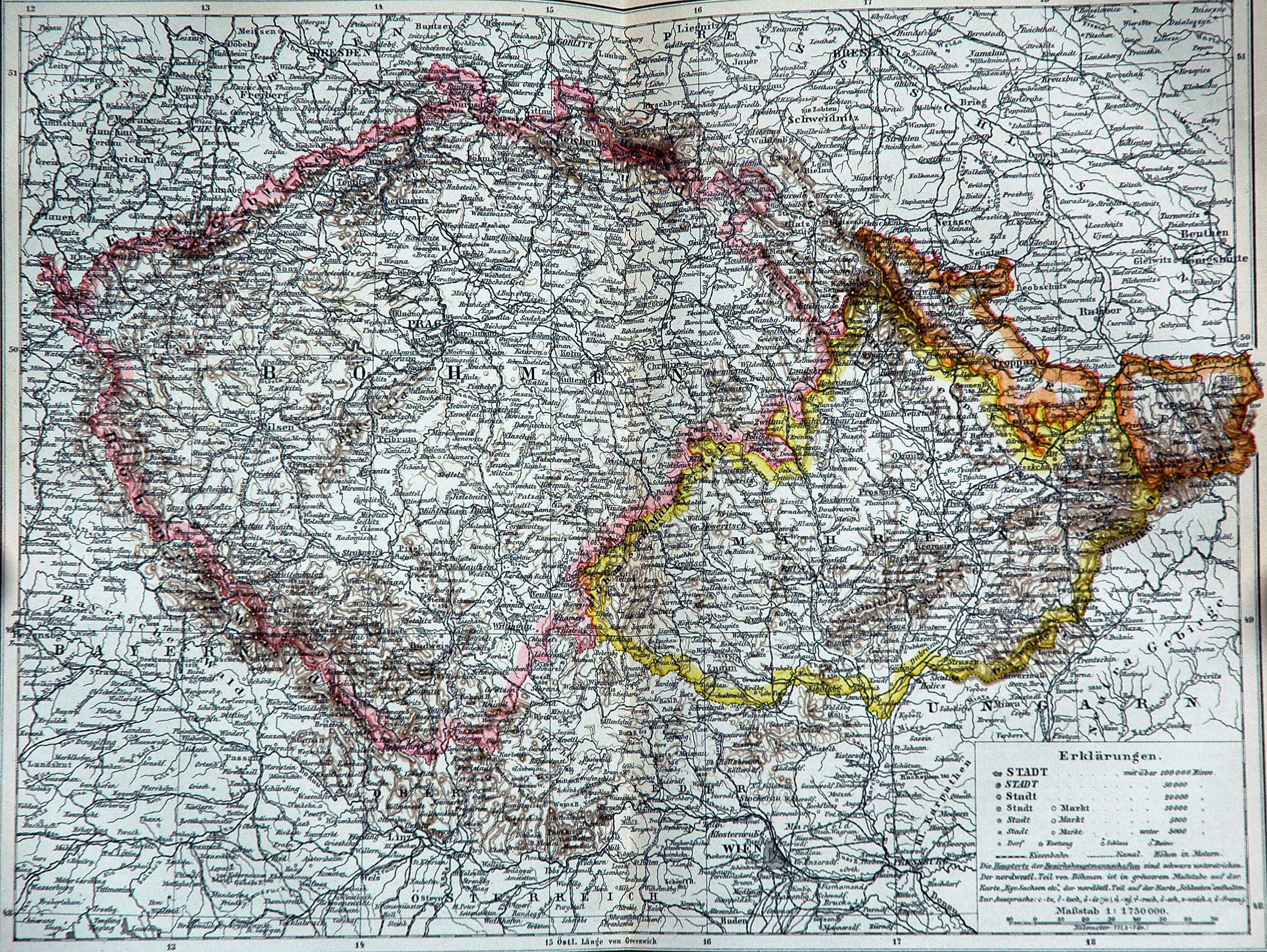
Historische Karte der Länder der böhmischen Krone

In den österreichischen Kronländern Böhmen, Mähren und Schlesien lebten Mitte der 1840er Jahre etwa vier Millionen Tschechen und rund 2,6 Millionen deutschsprachige Einwohner. Mit der Märzrevolution erkannten nationaltschechische Politiker eine Möglichkeit, diese drei Regionen zusammenzuschließen, und in einem noch zu bildenden böhmisch-mährischen Landtag die Herauslösung der slawisch dominierten Regionen aus dem Deutschen Bund voranzutreiben.
Die Ereignisse der Märzrevolution fanden in Prag ab dem 11. März 1848 ihren Niederschlag.
Aufgeschreckt von den Nachrichten der bürgerlich-liberalen Februarrevolution in Frankreich wurde einerseits eine Kommission aus adeligen Standesvertretern gebildet, deren Mitglieder sich auf die spätmittelalterliche Tradition der Wenzelskrone des Königreichs Böhmen beriefen und die Anerkennung eines böhmischen Staatsrechts forderten; andererseits kam es nach einem Aufruf des geheimen, nach einer irischen Befreiungsorganisation benannten „Repeal-Club“ zu einer Volksversammlung in der Prager Gaststätte „St. Wenzelsbad“, in der bürgerlich-demokratische Intellektuelle (wie etwa Jakub Malý) die deutliche Mehrheit innehatten. Auf der von etwa 3000 Teilnehmern besuchten Versammlung wurden in einem 14-Punkte-Programm revolutionäre Forderungen wie die Entlastung des bäuerlichen Grundbesitzes ohne Entschädigung der Großgrundbesitzer sowie Regelungen für die Entlohnung der Arbeiter gefordert; es wurde der St. Wenzelsbader Ausschuss (Svatováclavský výbor roku der spätere Nationalausschuss) unter der Führung von Pravoslav Trojan gewählt und mit der Ausarbeitung einer Petition an Österreichs Kaiser Ferdinand I. beauftragt. In dem von liberal-konservativen Ausschussmitgliedern abgeschwächten Forderungskatalog wurden jedoch die sozialrevolutionären Anliegen relativiert und stattdessen die nationaltschechischen Ziele wie zum Beispiel eine administrative Vereinigung der drei Kronländer Böhmen, Mähren und Österreichisch-Schlesien hervorgehoben.

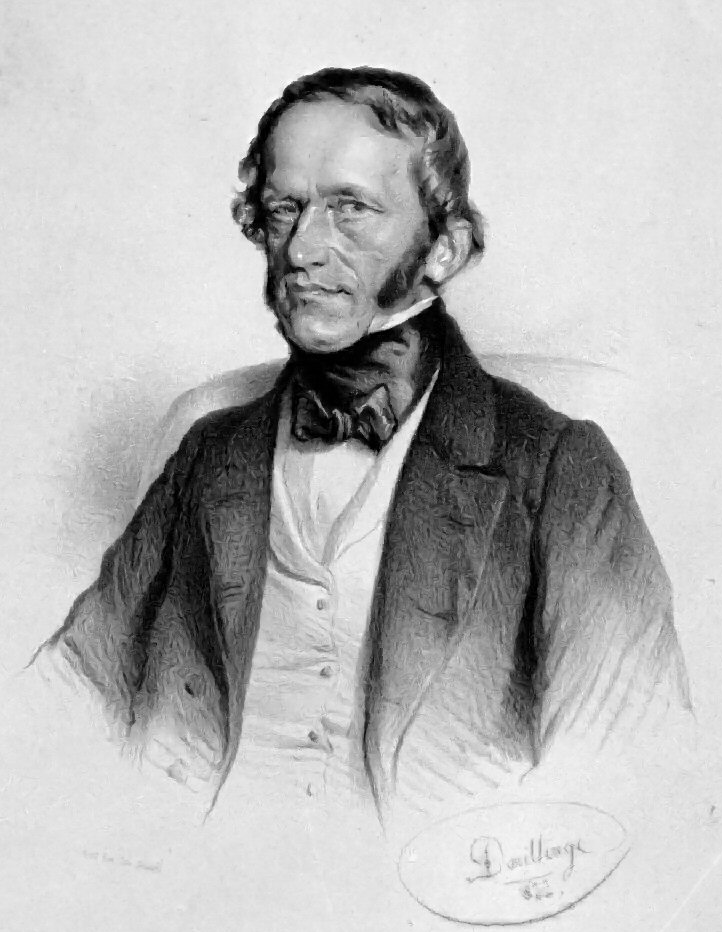
František Palacký, gemäßigt-liberalkonservativer Vertreter der tschechischen Nationalbewegung (Lithographie von Adolf Dauthage 1855)

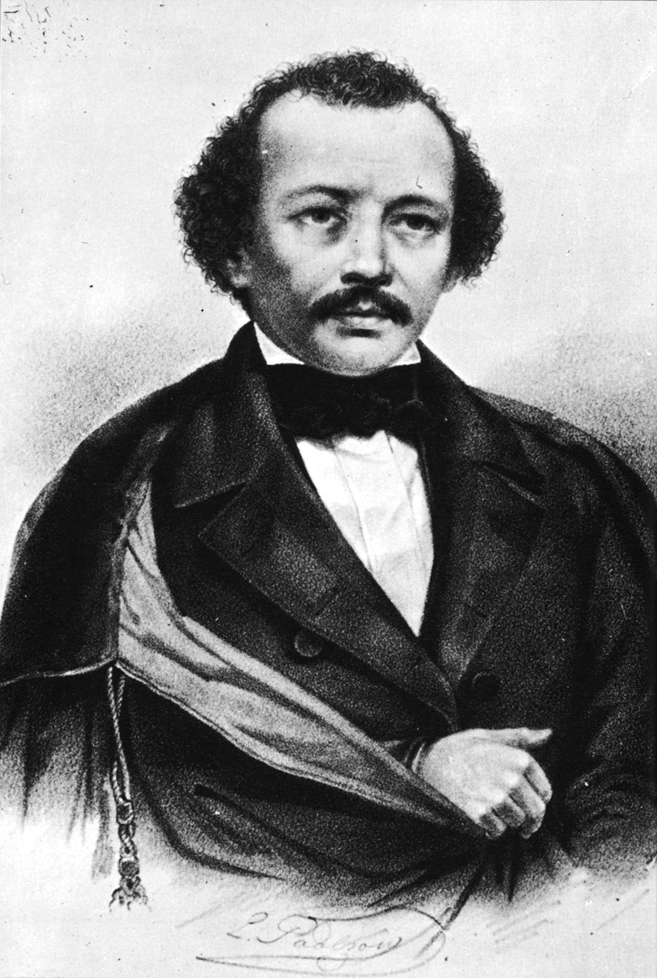
Der Anarchist Michail Bakunin (Porträt 1849), einziger Russe beim Prager Slawenkongress, war einer der wortführenden Agitatoren für den nachfolgenden Pfingstaufstand

Die nach dem Sturz des vormaligen Staatskanzlers Metternich im Zuge der Revolution in Wien neu eingesetzte gemäßigt liberale Regierung unter Franz Anton von Kolowrat-Liebsteinsky reagierte zunächst ausweichend. Darauf wurde eine neue Petition, statt an den „österreichischen Kaiser“ nun an dessen Zusatztitel „König von Böhmen“ adressiert. Diese zweite Petition war insofern erfolgreich, dass es zur Bewilligung eines eigenständigen Böhmischen Landtags kam.
Am 27. März erschien in Prag eine zweisprachige Bekanntmachung Kaiser Ferdinands, die Vizebürgermeister Tomáš Pštross gegenzeichnete, wonach das Innenministerium der Stadt Prag bewilligte:
1) die böhmische Sprache darf im Amtsverkehr überall verwendet werden;
2) die Vertretung der Städte durch Deputierte wird auf konstitutionellem Weg zugestanden;
3) der Wunsch zur Bildung eines Obersten Gerichtshofes für Böhmen in Prag wird behandelt;
4) ein gemeinsamer Landtag für Böhmen und Mähren kann durch die Stände beider Länder beschlossen werden;
5) das gerichtliche Verfahren wird den provisorischen Ständen anvertraut;
6) die Gewährung der Pressefreiheit und der Schutz der persönlichen Sicherheit wurden bereits gewährt.
Dieses Zugeständnis – von den tschechischen Nationalisten zunächst als „Böhmische Charta“ bejubelt – stieß jedoch schnell auf Widerspruch: Die Vertretungen Mährens und Österreichisch Schlesiens sandten Protestnoten gegen eine Vereinnahmung durch Böhmen, und Vertreter der deutschsprachigen Minderheit in allen drei Kronländern gründeten eine „Vereinigung der Deutschen aus Böhmen, Mähren und Schlesien zur Aufrechterhaltung ihrer Nationalität“. Diese Vereinigung forderte ihrerseits beispielsweise, das Egerland an Bayern abzutreten und einen großen Teil des Erzgebirges mit dem Königreich Sachsen zusammenzufügen.
Neben der Unzufriedenheit der Prager Bürger über die Veränderung der ursprünglichen Petition erregte vor allem die Tatsache Unmut, dass die Wiener Regierung jegliche Zugeständnisse in Verfassungsfragen an die Zustimmung der alten Landstände geknüpft hatte.
Der Konflikt zwischen Deutschen und Tschechen wurde zunehmend offenkundig, nachdem Palacký sein Mandat für den Fünfzigerausschuss, der eine gesamtdeutsche Nationalversammlung in Frankfurt am Main vorbereiten sollte, abgelehnt hatte. Er forderte für die Länder der vormaligen Wenzelskrone einen Status außerhalb des Bundes, aber immer noch innerhalb des österreichischen Kaisertums, wie ihn beispielsweise Ungarn innehatte. Bei alledem zeigte die Wiener Staatsregierung weiterhin keine Bereitschaft, die böhmischen Länder aus dem Deutschen Bund auszugliedern.
Derweil wurden die Vorbereitungen für eine Landtagswahl in Böhmen, zunächst noch unter Beteiligung der deutschsprachigen Minderheit, durch einen nationalen Ausschuss vorangetrieben. Unter dem Namen „Svornost“ (Eintracht) wurde auch eine eigene böhmische Nationalgarde aufgebaut.
Nach der Absage Palackýs gegenüber dem Fünfzigerausschuss verließen die deutschen Mitglieder den böhmischen Nationalausschusses im April. An der folgenden Wahl zur Frankfurter Nationalversammlung nahmen lediglich die 47 Wahlkreise der mehrheitlich deutschsprachigen Landesgebiete Böhmens teil, aus denen 61 Abgeordnete in das erste demokratisch gewählte gesamtdeutsche Parlament gewählt wurden.
Nachdem der Termin für die Einberufung eines Böhmischen Landtags feststand, sollte Erzherzog Franz Josef (im Dezember desselben Jahres nachfolgende Kaiser Franz-Josef I.) als Statthalter nach Prag kommen. Der böhmische Gubernialpräsident Graf Leo von Thun-Hohenstein bildete eine provisorische Regierung für Böhmen und stellte sich damit sowohl gegen das Wiener Revolutionskabinett als auch gegen den gemäßigt agierenden Nationalausschuss in Prag.

### Slawenkongress und Pfingstaufstand

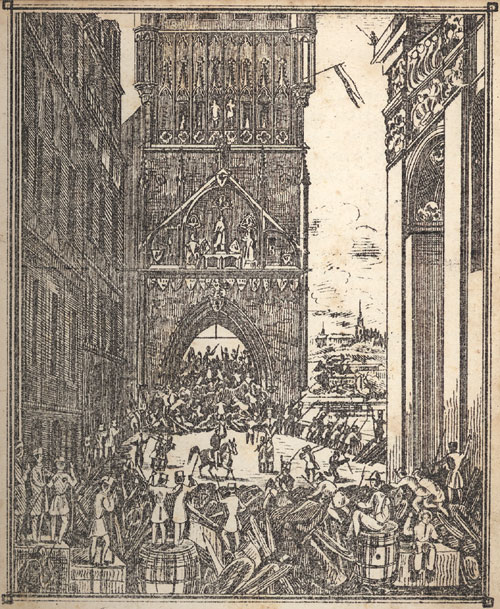
Barrikadenkämpfe am Brückenturm der „Prager Brücke“ (1870 umbenannt in Karlsbrücke)

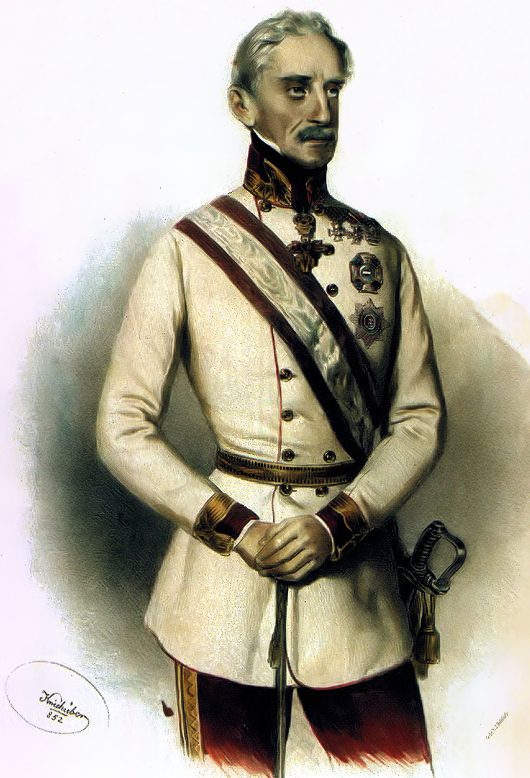
Alfred Fürst zu Windisch-Grätz, 1848 Oberbefehlshaber der österreichischen Truppen in Prag

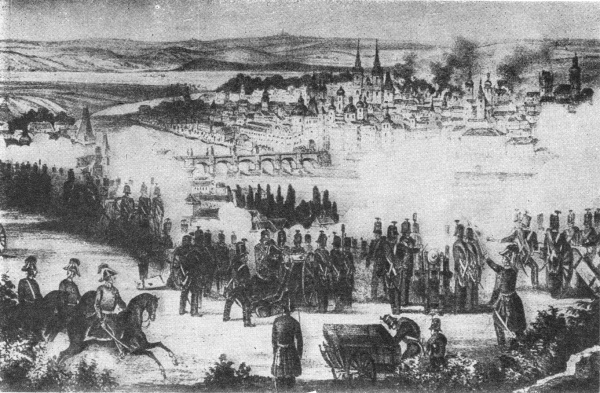
Österreichische Artillerie beschießt die Prager Innenstadt

In dieser zugespitzten Situation wurde am 2. Juni 1848 ein Slawenkongress unter dem Vorsitz von František Palacký eröffnet. Dieser fand in Prag als eine Art Gegenveranstaltung zur Paulskirchenversammlung statt. Tonangebend waren dabei die tschechischen Liberalen, angeführt von Palacký und dem namhaften Journalisten Karel Havlíček Borovský und galt als Geburtsstunde des Austroslawismus. Die erneuten Forderungen dieses Kongresses nach der Herauslösung der slawischen (inkl. der slowenischen) Kronländer aus dem Deutschen Bund wurden nun vom bis dahin lavierenden, vor den revolutionären Ereignissen in Wien nach Innsbruck geflohenen Kaiserhof offen abgelehnt. Der im Dienst der Monarchie stehende Prager Militärkommandant, Fürst Windischgrätz, drohte mit dem Einsatz militärischer Gewalt. Daraufhin radikalisierte sich die Stimmung in der böhmischen Hauptstadt. Eine unmittelbar nach dem Ende des Slawenkongresses einberufene nationaltschechische Studentenversammlung forderte die Absetzung von Windischgrätz.
Als sich am Folgetag, Pfingstmontag, dem 12. Juni, aus einer Freiluftmesse auf dem Prager Rossmarkt heraus ein Demonstrationszug gegen die österreichische Vorherrschaft formierte, liefen die meisten Angehörigen der Nationalgarde (Svornost), die zunächst für „Ruhe und Ordnung“ hätte sorgen sollen, zu den Demonstranten über. Unter jenen befand sich eine größere Anzahl von Arbeitern, insbesondere aufgebrachte arbeitslose Textilhandwerker, denen mit dem Hinweis auf ausländische Konkurrenz zuvor von ihren Arbeitgebern gekündigt worden war. Aus dieser Menge heraus wurden auch sozialrevolutionäre Parolen skandiert und die revolutionäre Stimmung angeheizt. Das Ziel der Demonstration war der Amtssitz von Windischgrätz. Als sich den Protestierenden österreichisches Militär entgegenstellte und ein Offizier niedergeschlagen worden war, wurde von den Soldaten das Feuer eröffnet. Dies war der Auslöser, der im folgenden Aufstand eskalierte.
An verschiedenen Orten der Stadt wurden Barrikaden errichtet. Bei den immer wieder von Verhandlungen unterbrochenen Kämpfen konnten die Revolutionäre zunächst die Oberhand gewinnen. Es gelang ihnen, Graf von Thun kurzzeitig festzunehmen. Nachdem die Ehefrau von Fürst Windischgrätz – durch einen Querschläger tödlich verwundet – ums Leben gekommen war, ließ der Oberkommandierende als Vertreter der Monarchie schließlich Kanonen gegen die Aufständischen einsetzen und kündigte die Belagerung der Stadt an. Angesichts der österreichischen Übermacht blieb den Revolutionären nach fünf Tagen wechselvoller Straßen- und Barrikadenkämpfe nichts anderes übrig als die am 17. Juni 1848 erfolgende bedingungslose Kapitulation. Insgesamt fordern die Kämpfe 400 Opfer.

## Folgeentwicklung
Im Überblick der revolutionären Ereignisse in den Staaten des Deutschen Bundes waren die Prager Aufständischen der Pfingstwoche 1848 eher isoliert. Abgeschnitten von den Erhebungen in den anderen Fürstentümern des Deutschen Bundes – auch in Österreich – wurden ihre Ziele selbst von der revolutionären Bewegung der Jahre 1848/49 als von separatistischen Sonderinteressen geleitet betrachtet und mehrheitlich abgelehnt. Dabei wurde in der Situation der Zeit allerdings verkannt, dass das Ende dieser Erhebung – noch eine Woche vor der Niederschlagung des Juniaufstandes der Arbeiter in Paris – auch den Siegeszug der reaktionären Gegenrevolution eingeleitet hatte, die ein Jahr später die anfänglichen Revolutionserfolge im ganzen Deutschen Bund zunichtemachen sollte.
Auch die gemäßigten tschechischen Nationalisten, die nun ihre Vorstellung eines eigenen Böhmischen Landtags aufgeben mussten, verurteilten den Aufstand. Stellvertretend für sie bezeichnete ihn František Palacký, in der Folgezeit Abgeordneter im österreichischen Reichstag – Bezug nehmend auf den Einfluss Bakunins – als „Werk fremder Agents provocateurs und der einheimischen Dummheit“. Bakunin hatte zuvor die tschechischen Revolutionäre als zu wenig rücksichtslos kritisiert.
In Böhmen wurde die weitere Kooperation zwischen dem grundbesitzenden böhmischen Adel und der tschechischen Nationalbewegung nach der gewaltsamen Niederschlagung des Prager Pfingstaufstandes durch den Fürsten Windischgrätz – der ebenfalls böhmischer Herrschaftsbesitzer war – auf lange Sicht blockiert. Militärisch wenig bedeutend, machte der „Pfingstaufstand“ die Rivalität von Deutschen und Tschechen in Böhmen deutlich, die beide liberale Entwürfe verfolgten, einander aber misstrauten und im Zweifelsfall lieber auf die Regierung setzten, weil die Deutschböhmen (Sudetendeutschen) die tschechische Mehrheit fürchteten, die Tschechen hingegen den Anschluss Böhmens an Deutschland.
Während Karel Havlíček Borovský nur für wenige Tage in Haft kam, wurden für andere Teilnehmer deutlich härtere Strafen verhängt. Wenzel Karl Ernst wurde zu 15 Jahren Haft verurteilt und verarbeitete seine Erlebnisse über seine Haft als Zellennachbar von Bakunin in dem Buch „Gefängniserlebnisse von Prager Studenten“. Karel Sabina wurde im März 1853 zunächst zum Tode, dann zu 18 Jahren Zuchthaus verurteilt. Die blutigen Ereignisse in den Gassen der Stadt beschrieb Sabina später im Roman „König Ferdinand V. – der Gütige“.
Erst 70 Jahre später – kurz vor Ende des Ersten Weltkriegs – erreichte die tschechische Nationalbewegung im Zuge des Zerfallsprozesses der Österreichisch-ungarischen Doppelmonarchie mit Gründung der Tschechoslowakischen Republik unter Einbeziehung des slowakisch besiedelten Oberungarns das Ziel der Eigenstaatlichkeit der von ihr beanspruchten Gebiete Böhmens, Mährens und Österreichisch-Schlesiens. Die Tschechoslowakische Unabhängigkeitserklärung vom 28. Oktober 1918 wurde durch die Verträge von Saint-Germain (10. September 1919) und Trianon (4. Juni 1920) auf internationaler Ebene völkerrechtlich bestätigt.

## Einzelbelege
1. ↑  Der Slawenkongress von 1848 in Prag. In: Enzyklopädie des europäischen Ostens.
2. ↑  „Die Iren in Prag“; Beitrag von Katrin Bock bei Radio Praha (www.radio.cz/de/) vom 5. Januar 2002 zur Entwicklung der historischen Verbindung zwischen der tschechischen und irischen Geschichte bis zum 20. Jahrhundert (abgerufen am 14. März 2013).
3. 1 2  Till Janzer Radio Praha International 2008.
4. ↑  Gustav Otruba: Die nationale Frage in Böhmen, Mähren und Schlesien im Spiegel Wiener Flugschriften des Jahres 1848. In: Bohemia. Band 19, Nr. 1, 1978, S. 125.
5. ↑  Náwèsstj. We Wjidni dne 23. Března 1848. W. Praze dne 27. Března 1848 Ferdinand, Österreich, Kaiser, 1793–1875; Pštros, Thomas, Unterzeichner In: Österreichische Nationalbibliothek
6. 1 2 3  Rene Schiller: Rezension zu Ralph Melville: Adel und Revolution in Böhmen. Strukturwandel von Herrschaft und Gesellschaft in Österreich um die Mitte des 19. Jahrhunderts. In: H-Soz-Kult. 5. Mai 1999.
7. ↑  Josef Füllenbach In: Prager Zeitung. 12. Juni 2013.
8. ↑  Chronik 1848 Lebendiges Museum online (LEMO)
9. ↑  1848: Pfingstaufstand in Prag. In: Der Standard online. 5. Oktober 2001.
10. ↑  Lothar Höbelt: Die Revolution von 1848. Aufteilung oder Fortbestand des Habsburgerreiches. In: Truppendienst. Folge 302, Ausgabe 2/2008.
11. ↑  Max Brod: Die verkaufte Braut – Der abenteuerliche Lebensroman des Textdichters Karel Sabina. Bechtle, München/Esslingen 1962, DNB 450634434, S. 45.
12. ↑  Jakub Šiška: Erst gefeiert, dann namenslos beerdigt – Dichter und Revolutionär Karel Sabina. Radio Praha International, 28. Januar 2017.